# Pasquale Errichelli
Pasquale Errichelli, o Erichelli, o Enrichelli (forse Napoli, 1730 – Napoli, dopo il 1775), è stato un compositore italiano.
Dopo la sua formazione al Conservatorio della Pietà dei Turchini, nel 1747 fu nominato organista presso la Cappella del Tesoro di San Gennaro; nel 1763 avanzò alla carica di organista del primo coro. Tra il 1753 e il 1758 mise in scena per i teatri napoletani e romani parecchie opere, sia serie che buffe. Nel 1771 insieme a Giacomo Insanguine terminò l'Eumene, lasciata incompiuta da Gian Francesco de Majo che morì l'anno prima. Infine nel 1775 fu maestro di cappella a Sulmona, suo ultimo impiego noto.
Tra i suoi lavori teatrali si ricorda la sua prima opera seria, l'Issipile, la quale fu descritta dal famoso architetto Luigi Vanvitelli come il miglior esempio di imitazione dello stile di Hasse.

## Composizioni

### Opere
- La serva astuta (opera buffa, 1753, Napoli; in collaborazione con Gioacchino Cocchi)
- Il finto turco (opera buffa, libretto di Antonio Palomba, 1753, Napoli; in collaborazione con Gioacchino Cocchi)
- Issipile (opera seria, libretto di Pietro Metastasio, 1754, Teatro San Carlo di Napoli)
- La finta 'mbreana (commedia, libretto di G. Bisceglia, 1756, Napoli; in collaborazione Nicola Bonifacio Logroscino)
- Solimano (opera seria, libretto di Giananbrogio Migliavacca, 1757, Roma)
- Siroe (opera seria, libretto di Pietro Metastasio, 1758, Teatro San Carlo di Napoli con Caterina Gabrielli)
- Eumene (3° atto) (opera seria, libretto di Apostolo Zeno, 1771, Napoli; 1° atto di Gian Francesco de Majo, 2° atto di Giacomo Insanguine)

### Altra musica vocale
- Messa in re maggiore per 4 voci e orchestra
- Gerosolina protetta (oratorio, 1778, Chieti)
- Cantata spirituale per 3 voci e orchestra
- Eccomi solo al fine (cantata per 2 voci e strumenti)
- Misero pargoletto (aria per soprano e strumenti)
- Saprei morir costante (aria per soprano e orchestra)
- Altre arie

### Musica strumentale
- Sinfonia in re maggiore e orchestra
- 2 sonate a tre (in re maggiore, in fa maggiore) per 2 flauti e basso continuo
- Sonata in do maggiore per violino e basso continuo